# Plectranthus verticillatus
Espèce
Classification phylogénétique

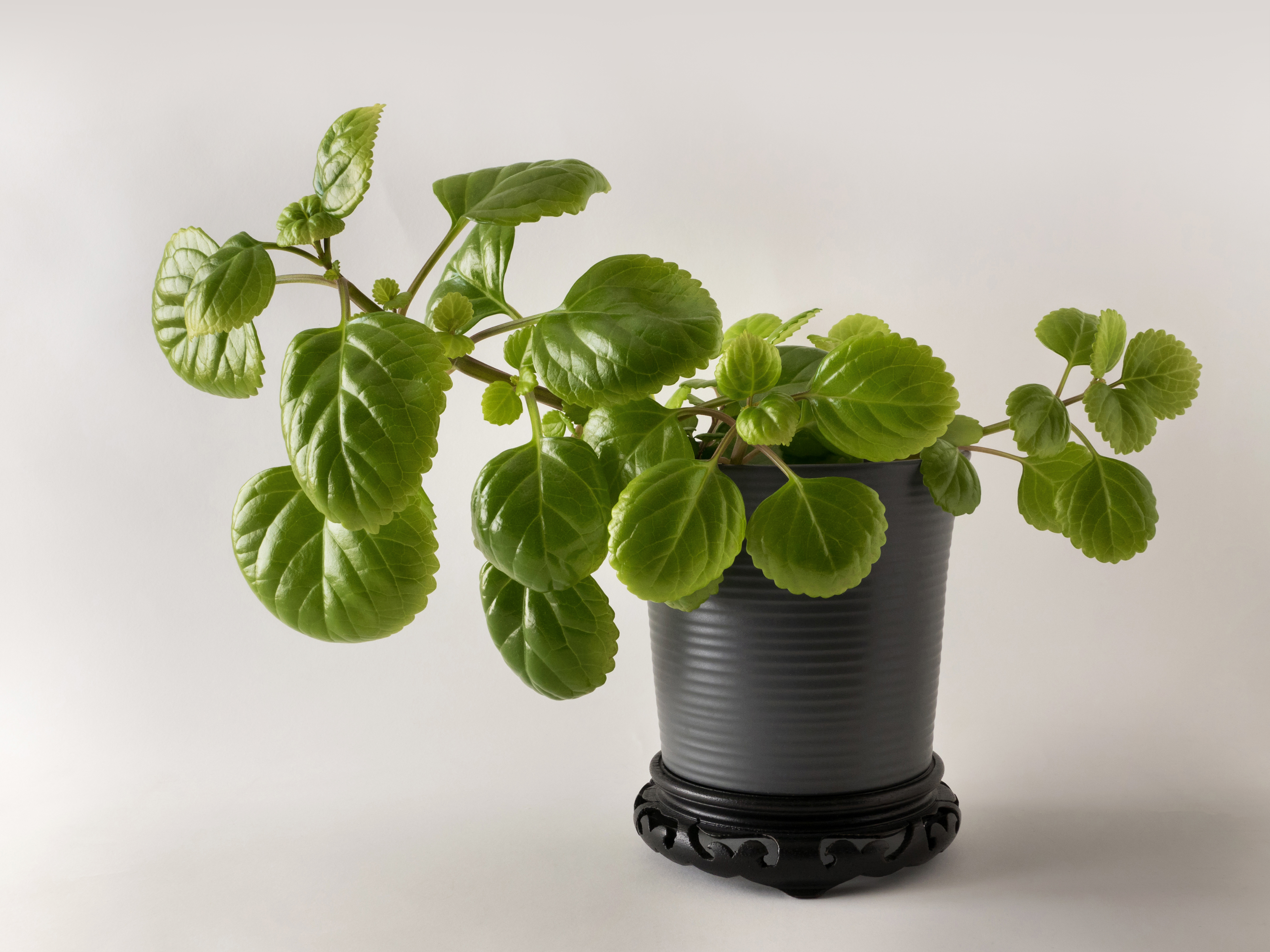
Un pot d'une telle plante.

Plectranthus verticillatus est une espèce de plantes à fleurs de la famille des Lamiaceae. Elle est aussi appelée lierre suédois. Originaire du Sud-Est de l'Afrique, elle est communément cultivée comme plante d'intérieur.
Malgré son nom commun, elle n'est pas proche de la famille des lierres du genre Hedera. Contrairement au lierre, elle n'est pas thigmotropique, c'est-à-dire qu'elle ne grimpe pas aux murs.
On la retrouve à l'état naturel dans plusieurs endroits du monde, dans des zones chaudes. C'est une plante pérenne avec une floraison entre l'automne et l'hiver dans des couleurs allant du mauve/rose au blanc.

## Source
- (en) Cet article est partiellement ou en totalité issu de l’article de Wikipédia en anglais intitulé « Plectranthus verticillatus » (voir la liste des auteurs).